# Vladimír Doležal (pěvec)
Vladimír Doležal (* 1951) je český operní tenorista, sólista opery Národního divadla v Praze.

## Život a činnost
Obor klasický zpěv vystudoval na Pražské konzervatoři u prof. Miluše Dvořákové a poté také u Karla Bermana. V době studií vstoupil do nově vzniklého hudebního tělesa Miroslava Venhody Pražští madrigalisté.
Od roku 1988 působil jako sólista opery Národního divadla, kde ztvárnil řadu hlavních rolí, mj. Prince ve Dvořákově Rusalce.
Bohatá je také jeho koncertní činnost. Účinkuje jako sólový zpěvák zejména v oratoriích a kantátách po celé Evropě s významnými orchestry, včetně Berlínské filharmonie, londýnské BBC ad.
Natočil přes 40 CD pro různá vydavatelství, mnoho snímků pro rozhlas a televizi.
Během své kariéry spolupracoval s významnými dirigenty, např. Václav Neumann, Zdeněk Košler, Jiří Bělohlávek, Sir Charles Mackerras, Sir Colin Davis, Aldo Ceccato, Helmuth Rilling, Jiří Kout ad.
Jeho dcera Klára Doležalová je herečka a televizní moderátorka.

## Nastudované role
Během svého působení v Národním divadle vystupoval v rolích, např.:
- Dancairo (Bizet: Carmen)
- Basilio (Mozart: Figarova svatba),
- Benda (Dvořák: Jakobín)
- Principál (Smetana: Prodaná nevěsta).
- Laca (Janáček: Její pastorkyňa),
- Princ (Dvořák: Rusalka),
- Florestan (Beethoven: Fidelio)
- Canio (Leoncavallo: Komedianti)
- Tamino (Mozart, Kouzelná flétna)
- Ferrando (Mozart, Così fan tutte)
- Don Ottavio (Mozart, Don Giovanni)
- Mladý námořník (Wagner: Tristan a Isolda)
- Panait (Martinů: Řecké pašije) ad.[2]